# Andrea Fuentes
Pour les articles homonymes, voir Fuentes.
Andrea Fuentes Fache, née le 7 avril 1983 à Tarragone, est une nageuse synchronisée et entraîneuse franco-espagnole.

## Carrière
Andrea Fuentes et Gemma Mengual sont vice-championnes olympiques en duo aux Jeux olympiques de 2008 se tenant à Pékin. Andrea Fuentes remporte lors de ces mêmes Jeux la médaille d'argent en ballet avec l'équipe d'Espagne.
Elle remporte aux Jeux olympiques de 2012 la médaille d'argent en duo avec sa partenaire Ona Carbonell et la médaille de bronze par équipes avec Ona Carbonell, Clara Basiana, Alba Cabello, Margalida Crespí, Thais Henríquez, Paula Klamburg, Irene Montrucchio et Laia Pons.
Après sa carrière sportive de haut-niveau, elle devient entraîneuse principale de l'équipe des États-Unis. Elle déclare aborder son mode d'entrainement auprès des athlètes en accentuant sur le sens de leurs engagement, de leurs motivation ainsi qu'une prise de conscience du centre de gravité du corps et aux perceptions liée à l'entrainement intensif dans l'eau en déclarant  « On ressent, on entend le monde d'une autre façon. Alors quand on est sur terre autant d'heures, c'est une autre façon de sentir ton corps, et c'est difficile ».
Le 22 juin 2022, lors des championnats du monde de Budapest, Andrea Fuentes sauve la nageuse Anita Alvarez de la noyade qui vient de perdre connaissance lors d'une compétition en solo.

## Vie privée
Marié avec un ancien gymnaste olympique, le couple a deux enfants. Elle avait une sœur s'appelant Tina, morte en 2018 d'un cancer à l'âge de 34 ans.

## Palmarès sportif

### Jeux Olympiques
- Jeux olympiques de 2008,  (Pékin)
  -  Duo libre
  -  Equipe
- Jeux olympiques de 2012,  (Londres)
  -  Duo libre
  -  Equipe

### Championnat du Monde
- Championnat du Monde de 2003,  (Barcelone)
  -  Equipe
- Championnat du Monde de 2005,  (Montréal)
  -  Equipe
- Championnat du Monde de 2007,  (Melbourne)
  -  Equipe libre
  -  Equipe technique
- Championnat du Monde de 2009,  (Rome)
  -  Duo libre
  -  Duo technique
  -  Equipe technique
  -  Equipe libre
- Championnat du Monde de 2011,  (Shanghai)
  -  Solo libre
  -  Solo technique
  -  Duo technique
  -  Duo libre
  -  Equipe libre
  -  Equipe technique